# چوخوو-پینگکی
چوخوو-پینگکی (به لهستانی:  Czuchów-Pieńki) یک روستا در لهستان است که در گمینا پلاتروو واقع شده‌است.